# Maria Lesiecka
Maria Józefa Lesiecka (ur. 9 maja 1918 w Zastawnej, zm. 2008 w Rumunii) – polska działaczka niepodległościowa, nauczycielka i pedagog.

## Życiorys
Urodziła się w polskiej rodzinie zamieszkałej na Bukowinie. Po ukończeniu rumuńskiego liceum żeńskiego w Czerniowcach kontynuowała naukę w Seminarium Pedagogicznym Zgromadzenia Sióstr Franciszkanek Rodziny Maryi zwanych Mariankami. W 1938 złożyła egzamin dojrzałości i rozpoczęła pracę jako nauczycielka w szkole w Dawidenach, a następnie w Pojanie Mikuli. W 1940 zaangażowała się w konspirację antyhitlerowską i antyradziecką, do sierpnia 1944 była kurierem i tłumaczką, wielokrotnie przekraczała granicę przenosząc meldunki i przeprowadzając innych działaczy konspiracyjnych. W 1947 została aresztowana przez NKWD i wielokrotnie przesłuchiwana, a ponieważ nikogo nie wydała, skazano ją na 15 lat pozbawienia wolności. Została wywieziona do łagru koło Workuty, gdzie pracowała przy wyrębie tajgi. Ciężka praca fizyczna, głód i zimno sprawiły, że zachorowała na gruźlicę. W listopadzie 1955 ze względu na bardzo zły stan zdrowia została warunkowo zwolniona, ale podczas przekraczania granicy rumuńskiej ponownie ją aresztowano i umieszczono w więzieniu w rumuńskiej Gherli, gdzie przebywała do 25 maja 1957. Następnie zamieszkała razem z matką i córką w Bukareszcie, jednak jako były więzień polityczny miała problem ze znalezieniem zatrudnienia i do emerytury pracowała poniżej posiadanych kwalifikacji. Dopiero zmiany ustrojowe w Rumunii sprawiły, że została zrehabilitowana, a jej udział w walce przeciwko komunizmowi uznano za bohaterstwo, zarówno w Polsce, jak i w Rumunii.
W 1997 Prezydent Polski Aleksander Kwaśniewski nadał Marii Józefie Lesieckiej Krzyż Kawalerski Orderu Zasługi Rzeczypospolitej Polskiej, a w 2000 została odznaczona Brązowym Medalem Wojska Polskiego. Również w 2000 Prezydent Rumunii Emil Constantinescu uhonorował ją krzyżem kawalerskim Orderu Wiernej Służby, w 2005 otrzymała od Urzędu Spraw Kombatantów i Osób Represjonowanych Medal „Pro Memoria”, a rok później Komisja działająca przy rumuńskim Ministerstwie Sprawiedliwości nadała Marii Lesieckiej status osoby walczącej z komunizmem.